# Weird Fantasy
Weird Fantasy è stata una serie antologica a fumetti di genere fantascientifico pubblicata dal 1950 al 1954 negli Stati Uniti d'America dalla EC Comics.

## Storia editoriale
La serie venne edita bimestralmente, edita da Bill Gaines e curata da Al Feldstein, che sostituì la serie di genere romantico A Moon, A Girl ... Romance a partire da maggio 1950 proseguendone la numerazione dal n. 13. L'editore decise di non riavviare la numerazione per risparmiare sulle spese postali; a partire dal sesto numero la numerazione venne corretta proseguendo correttamente dal n. 6.
Le serie di fantascienza della EC non eguagliarono mai il successo di quelle horror come Tales from the Crypt, ma Gaines e Feldstein li continuarono a pubblicare usando i profitti dei loro titoli più popolari. Nella serie di ristampe EC Library, lo storico del fumetto Mark Evanier teorizza che il formato di racconto breve, in cui nessuna storia era più lunga di otto pagine, contribuiva a ridurre le vendite perché i fumetti dell'orrore erano molto più adatti a racconti brevi con finali scioccanti rispetto ai fumetti di fantascienza. Evanier aggiunge che il fatto che lo stile molto simile del loghi di Weird Science e di Weird Fantasy, così come le copertine simili, abbiano contribuito a ridurne le vendite a causa dei clienti che pensavano di possedere già i titoli in vendita. Lo storico Digby Diehl si chiedeva se avere personaggi ricorrenti e che presentavano le singole storie come nelle serie orrore, avrebbe aiutato ad avere più successo commerciale.
Quando le scarse vendite diventarono troppo difficili da gestire, Weird Fantasy e Weird Science nel 1954 si fusero in un'unica testata Weird Science-Fantasy che venne edita per sette numeri prima di cambiare titolo in Incredible Science Fiction edita poi per quattro numeri.